# Montzéville
Montzéville és un municipi francès situat al departament del Mosa i a la regió del Gran Est. L'any 2007 tenia 171 habitants.

## Demografia

### Població
El 2007 la població de fet de Montzéville era de 171 persones. Hi havia 68 famílies, de les quals 24 eren unipersonals (8 homes vivint sols i 16 dones vivint soles), 16 parelles sense fills i 28 parelles amb fills.
La població ha evolucionat segons el següent gràfic:
Habitants censats

### Habitatges
El 2007 hi havia 85 habitatges, 69 eren l'habitatge principal de la família, 8 eren segones residències i 8 estaven desocupats. 84 eren cases i 1 era un apartament. Dels 69 habitatges principals, 59 estaven ocupats pels seus propietaris, 7 estaven llogats i ocupats pels llogaters i 3 estaven cedits a títol gratuït; 1 tenia dues cambres, 10 en tenien tres, 13 en tenien quatre i 45 en tenien cinc o més. 47 habitatges disposaven pel capbaix d'una plaça de pàrquing. A 27 habitatges hi havia un automòbil i a 31 n'hi havia dos o més.

### Piràmide de població
La piràmide de població per edats i sexe el 2009 era:
| Homes | Edats   | Dones |
| ----- | ------- | ----- |
| 0     | 95 o +  | 0     |
| 0     | 90 a 94 | 0     |
| 0     | 85 a 89 | 0     |
| 0     | 80 a 84 | 0     |
| 4     | 75 a 79 | 8     |
| 4     | 70 a 74 | 8     |
| 0     | 65 a 69 | 8     |
| 8     | 60 a 64 | 4     |
| 0     | 55 a 59 | 0     |
| 0     | 50 a 54 | 8     |
| 16    | 45 a 49 | 0     |
| 8     | 40 a 44 | 16    |
| 4     | 35 a 39 | 8     |
| 4     | 30 a 34 | 0     |
| 0     | 25 a 29 | 4     |
| 4     | 20 a 24 | 0     |
| 4     | 15 a 19 | 8     |
| 16    | 10 a 14 | 8     |
| 0     | 5 a 9   | 8     |
| 0     | 0 a 4   | 4     |

## Economia
El 2007 la població en edat de treballar era de 105 persones, 74 eren actives i 31 eren inactives. De les 74 persones actives 70 estaven ocupades (44 homes i 26 dones) i 4 estaven aturades (1 home i 3 dones). De les 31 persones inactives 7 estaven jubilades, 9 estaven estudiant i 15 estaven classificades com a «altres inactius».

### Ingressos
El 2009 a Montzéville hi havia 68 unitats fiscals que integraven 178 persones, la mediana anual d'ingressos fiscals per persona era de 17.665 €.

### Activitats econòmiques
L'any 2000 a Montzéville hi havia 10 explotacions agrícoles.

## Poblacions més properes
El següent diagrama mostra les poblacions més properes.